# Opan Sat

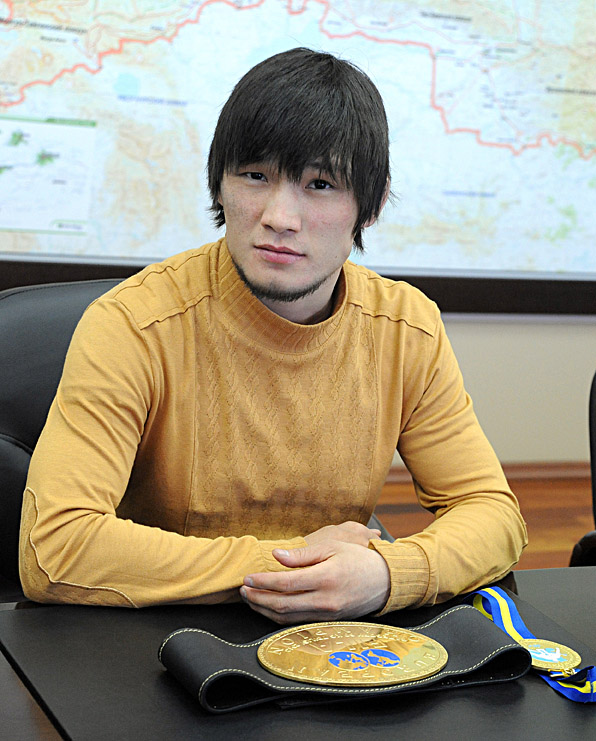
Opan Sat

Opan Wladimirowitsch Sat (russisch Опан Владимирович Сат, türkisch Cengizhan Erdoğan; * 13. Juni 1987 in Tschadan, Tuwinische ASSR, Sowjetunion) ist ein russischer, seit 2014 türkischer Ringer. Der 1,72 Meter große Sat ringt im freien Stil in der Kategorie bis 60 kg. Er ist dreifacher Europameister.
Sat gewann 2005 und 2007 die Junioren-Europameisterschaft im Ringen. Trotz starker Konkurrenz innerhalb Russlands (unter anderem Adam Batirow und Bessik Kuduchow) erhielt er Anfang 2010 den Vorzug und durfte im Weltcup starten, wo er mit Platz 10 nicht überzeugen konnte. Zwei Monate später stand er bei den Europameisterschaften in Baku erneut für Russland auf der Matte und zog souverän in das Finale ein. Dort bezwang er in drei Runden den Georgier Malchats Sarkuja.
2014 wechselte er in die Türkei und debütierte 2017 unter dem Namen Cengizhan Erdoğan in der türkischen Nationalmannschaft.
Seine bisherigen Trainer waren Wladimir Tulusch, Wladimir Churakowitsch und seit 2006 Islam Matijew.

## Ergebnisse
Auflistung der Resultate bei den von der FILA ausgerichteten Meisterschaften:
- 2010, 1. Platz, EM in Baku, FS, bis 60 kg, nach Siegen über Jukka Hyytiäinen, Finnland, Vincenzo Rizzotto, Italien, Andrei Perpeliță, Moldawien und Malchats Serkuja, Georgien

- 2011, 1. Platz, EM in Dortmund, FS, bis 60 kg, nach Siegen über Slavomir Stofik, Slowakei, Anatoli Guidea, Bulgarien, George Bucur, Rumänien und Sahit Prizreni, Albanien

- 2013, 1. Platz, EM in Tiflis, FS, bis 60 kg, nach Siegen über Andrei Komar, Belarus, Münir Aktas, Türkei, Wladimer Chintschegaschwili, Georgien und Wladimir Dubow, Bulgarien